# マラドロワ
『マラドロワ』（Maladroit）は、アメリカのオルタナティヴ・ロック・バンド、ウィーザーが2002年に発表した4作目のスタジオ・アルバム。本作よりスコット･シュライナーが加入した。

## 背景
2001年12月にレコーディングが行われて、2002年1月にはマイアミのサウス・ビーチ・スタジオでミキシングが行われた。その後、バンド側はデモ音源をバンドの公式サイトで発表し、また、収録曲のうち8曲のサンプラーを所属レーベルのゲフィン・レコードに無断でラジオ局に送って、収録曲「ドープ・ノーズ」は公式発表前に幾つかのラジオ局でヒットすることとなった。ウィーザーのメンバーであるリヴァース・クオモによれば、ゲフィン側が本作をバンドの望む時期にリリースしようとしなかったためにこうした行動を取り、アルバムのリリースを早めることができたという。

## 反響
本作はアメリカのBillboard 200で3位に達し、本作からのシングル「ドープ・ノーズ」は『ビルボード』誌のメインストリーム・ロック・チャートで8位、「キープ・フィッシン」は同チャートで15位に達した。リリースの翌月の2002年6月にはゴールドディスクに認定された。ノルウェーのアルバム・チャートでは4位に達して、同国で初めてトップ5入りを果たした。
アメリカの雑誌『スピン』が選出した「2002年のベスト・アルバム40」では6位にランク・インした。

## 収録曲
全曲ともリヴァース・クオモの作詞・作曲。
1. アメリカン･ジゴロ - American Gigolo (2:42)
2. ドープ･ノーズ - Dope Nose (2:17)
3. キープ･フィッシン - Keep Fishin' (2:52)
4. テイク･コントロール - Take Control (3:04)
5. デス･アンド･デストラクション - Death and Destruction (2:38)
6. スロブ - Slob (3:08)
7. バーント・ジャム - Burndt Jamb (2:39)
8. スペース･ロック - Space Rock (1:53)
9. スレイヴ - Slave (2:53)
10. フォール･トゥギャザー - Fall Together (2:00)
11. ポシビリティーズ - Possibilities (1:59)
12. ラヴ･エクスプロージョン - Love Explosion (2:34)
13. ディセンバー - December (3:00)

### 日本盤ボーナス・トラック
1. アイランド・イン・ザ・サン - Island in the Sun (3:20)
2. リヴィング・ウィズアウト・ユー - Living Without You (2:36)

## 参加ミュージシャン
- リヴァース・クオモ - ボーカル、ギター
- ブライアン・ベル - ギター、バッキング・ボーカル
- スコット・シュライナー - ベース
- パトリック・ウィルソン - ドラムス